# Leica X (Typ 113)
La Leica X (Typ 113) è una fotocamera digitale compatta annunciata da Leica il 16 settembre 2014, appartenente alla serie Leica X.
Migliora il modello precedente, la Leica X2, con un display posteriore a risoluzione più elevata e l'obiettivo più luminoso che permette una maggiore profondità di campo selettiva.